# 八十後反特權青年

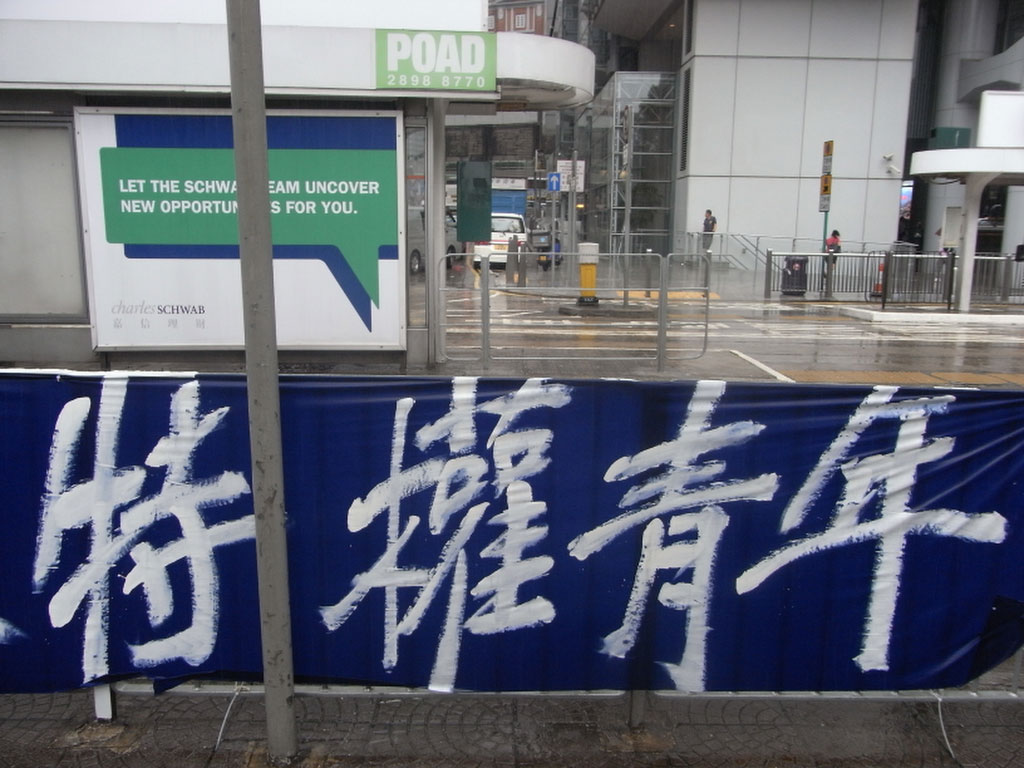
2010年6月，包圍立法會之後，在中環遺棄了的橫額 - 八十後反特權青年

八十後反特權青年是2010年6月出現的組織，目的反對2012年香港政治制度改革，在香港立法會門外多次舉行要求撤回「政改爛方案」的集會，其班底源自組織及參與八十後反廣深港高鐵的示威者，及以行動積極參與五區公投運動之義工和追擊香港特區政府「起錨」宣傳的示威者。
與八十後反特權青年合作之友好團體還有香港專上學生聯會、AFC、大專2012、大專撐公投聯盟、天主教正義和平委員會、公民社會網絡、公民起動、香港公民黨、公共專業聯盟、民主自治實驗、回歸基督精神同盟、宗教霸權關注組、社會民主連線、香港基督徒學生運動等。而其友好媒體伙伴包括FM101、香港獨立媒體、青台、網台聯盟、HKCitizen等。
八十後反特權青年的資金來源自友好團體贊助。

## 主要成員
- 林輝
- 陳景輝
- 周思中
- 葉寶琳